# ディラン&コール・スプラウス

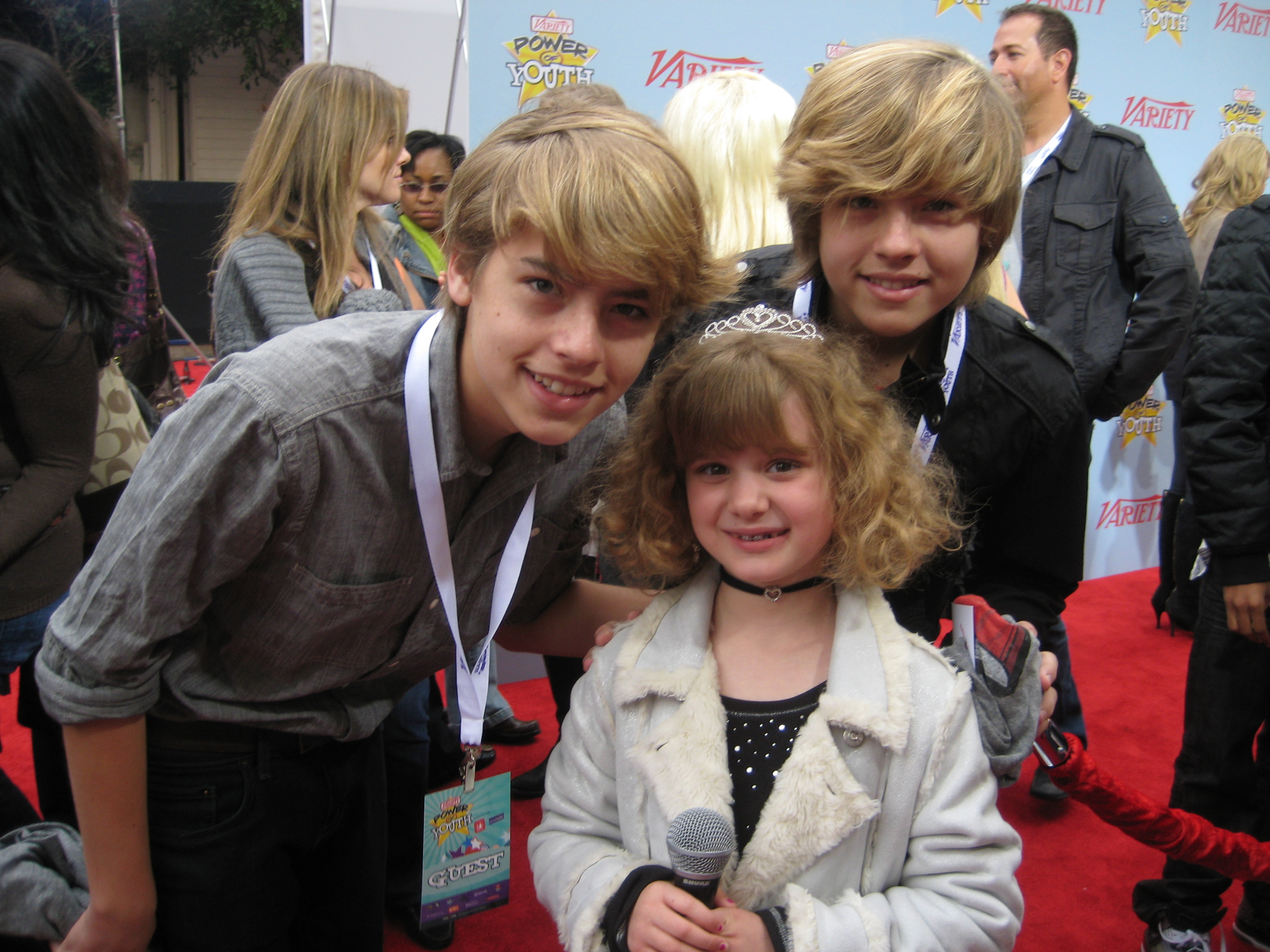
ディラン&コール・スプラウスとパイパー・リース

ディラン・トーマス・スプラウス（Dylan Thomas Sprouse, 1992年8月4日 - ）とコール・ミッチェル・スプラウス（Cole Mitchell Sprouse, 1992年8月4日 - ）はアメリカ合衆国の一卵性双生児の俳優である（日本語ではSprouseがスプローズと表記される事もあるが、ここではスプラウスで統一する）。
彼らは"コール＆ディラン"、"スプラウス兄弟"、"スプラウスツインズ"とも呼ばれ、『ビッグ・ダディ』、『グレース・アンダー・ファイア』、『フレンズ』などに出演したことで知られている。ディズニー・チャンネルのドラマ『スイート・ライフ』では、タイトルにもなっているザックとコーディを演じ、そのシリーズの成功により彼らは10代の視聴者の人気を得た。

## バイオグラフィー

### 幼少期
スプラウス兄弟はイタリアのアレッツォにて生まれた。ディランはコールより10分早く生まれ、詩人ディラン・トーマスにちなんで名づけられた。コールは歌手でジャズピアニストの ナット・キング・コールにちなんで名づけられた。出生から4か月後、彼らはカリフォルニア州ロングビーチに引越し、そこで育つ。

### 経歴
- 1993年

女優兼演技教師である祖母の勧めにより、生後6か月から演技を始める。
始まりはトイレットペーパーのCMに2人一緒に出たことである。多くの双子俳優のように、彼らは二人で同じ役を演じることもある。
- 1993年

ABC-TV の『グレース・アンダー・ファイア』シリーズでPatrick Kelly役を1998年まで二人で演じる。
- 1999年

二人はアダム・サンドラー主演の映画『ビッグ・ダディ』に出演した。その年に彼らはサンドラーのCD『The Chanukah Song. Part II.』でコラボレートした。
- 2000年代前半

『ナイトメア・ルーム』や『ザット'70sショー』や『マッドTV! 』にゲスト出演。『変身パワーズ』に出演。また、 声優として『エイト・クレイジー・ナイト』に出演した。
- 2001年

『フレンズ』で デヴィッド・シュワイマーが演じた役の息子役を、二人で演じる。
- 2002年

『ママがサンタにキスをした』に出演。DVDで発売されたファミリー映画である。
- 2003年

『ジャスト・フォー・キックス』に出演。こちらもDVDで発売されたファミリー映画である。
- 2005年

3月からディズニー・チャンネルのオリジナルシリーズ『スイート・ライフ』で主人公の双子役を務めた。
※このシリーズは視聴率もよく、二人は10代の視聴者の間で有名になった。ディズニー・チャンネルのドラマにかかわった事により、ディズニー・チャンネル スターズの仲間入りとなる。
- 2006年

他の一部のディズニー・チャンネル スターズとともに、『シンデレラ』の「夢はひそかに」（原題: A Dream Is a Wish Your Heart Makes）のカバーを歌う。レコーディングが行われたのは2005年である（CD『ディズニー・マニア 4』に収録されている）。
同年、ディズニー・チャンネルのアニメ『Holidaze: The Christmas That Almost Didn't Happen』で声を当てた。そのアニメには、同じくディズニー・チャンネル スターのメンバーであるブレンダ・ソングやエミリー・オスメントも出演した。
- 2007年

ディズニー・チャンネル ゲームズ2006（第1回大会）に参加。ディランがレッドチーム、コールがブルーチームに入る。
※日本初放送が2007年で開催（撮影）されたのは2006年
続けてディズニー・チャンネル ゲームズ2007（第2回大会）にも参加。今大会では、ディランはグリーンチームのキャプテンになり、コールは再びブルーチームになる。
また同年に、彼らはサリー・ケラーマン、エド・ローター、ディディ・ファイファーも出演する映画『新・王子と少年』で主役を務める。撮影は2006年10月から12月にフロリダ州パームビーチで行われた。
- 2008年

ディズニー・チャンネル ゲームズ2008（第3回大会）では、ディランがグリーンチーム、コールがブルーチームになる。
同年より、ディズニーチャンネルにて『スイート・ライフ』のスピンオフ作品（続編）『スイート・ライフ オン・クルーズ』で前作に引き続き主演を務める。
- 2010年

ディランはSprouseartという芸術サイトを立ち上げた。
- 2011年

『スイートライフ・ザ・ムービー』で主演。
ニューヨーク大学に進学。
コールはCole Sprouse Photographyという写真サイトを立ち上げた。

### Sprouse Bros ブランド
2005年、スプラウス兄弟はオルセン姉妹の会社デュアルスターと契約し"Sprouse Bros"という商標を作ることに同意した。このブランドは10代以下のこどもをターゲットにしており、DVD、CD、衣類、スポーツ用品、ゲーム、カレンダー、着メロ、制汗剤などを扱う予定。
また『Sprouse Bros. Code』という、8歳から14歳向けのトレンド雑誌が作られた。雑誌についてコールは「自分たちと同じ年頃の男の子向け、女の子みたいな事はしたくない」と語った。一方ディランは「みんなに気に入ってほしい」と言った。2006年6月18日発行。
2006年9月にスプラウス兄弟は'Simon Spotlight社からSprouse Brosブランドを使って本を出すことを契約した。スプラウス兄弟がヤングジェームズ・ボンド、つまりはスパイとして描かれている本である。
2007年6月に同Simon Spotlight社から、15歳の双子の兄弟TomとMitchの物語『47 R.O.N.I.N.』の第1巻と第2巻が同時に発売された。2007年11月現在、シリーズ第6巻までの発売がすでに予定されている。

## プロフィール

### 基本情報
|              | ディラン                                 | コール                          |
| ------------ | ---------------------------------------- | ------------------------------- |
| フルネーム   | Dylan Thomas Sprouse                     | Cole Mitchell Sprouse           |
| 生年月日     | 1992年8月4日                             | 1992年8月4日                    |
| 出生地       | イタリア アレッツォ                      | イタリア アレッツォ             |
| 幼年期住所   | カリフォルニア州ロングビーチ             | カリフォルニア州ロングビーチ    |
| ニックネーム | Sponge, Dyl, Lumpkin                     | Coley, Moley,                   |
| 身長         | 180 cm                                   | 183 cm                          |
| 瞳の色       | 緑がかったブルー                         | 緑がかったブルー                |
| 髪の色       | ブロンド                                 | ブロンド                        |
| 語学         | 英語、ドイツ語、チェロキー語、スペイン語 | 英語、ドイツ語、チェロキー語    |
| 大学         | ニューヨーク大学 専攻: 経済学部          | ニューヨーク大学 専攻: 政治学部 |

### 追記
- 『スイート・ライフ』で有名になり経験した事についてディランは「物事が進むのが速くてちょっと怖かった」と語った。『スイート・ライフ』の撮影の間に二人は一日に3時間、家庭教師に勉強を教わっていた。2007年8月の雑誌『Parade Magazine』のインタビューによると、二人の学校の成績はオールAとのこと。
- 2006年時点で、二人の趣味はスケートボード、スノーボード、サーフィン、バスケットボール、モトクロスである。またコールの持っている動物のぬいぐるみをもとにした漫画『The Adventures of Tibblebu and Thumbin』を描いて遊んでいる。
- 二人はイタリアで生まれたためイタリア語を話せると誤記されることもあるが、2006年5月の『Mad』誌のインタビューによると、実際にはイタリア語を話さないそうだ。同雑誌でディランは「スパゲッティ、イタリアンアイス、フェラーリ以外のイタリア語は話せない」と語る。コールは「イタリア語では何もいえないよ。たぶん、"Pizza, por favor"って言うのかな?」と言った（が、間違っている）。
- 2010年10月時点で好きな女の子タイプで、ディランは「一緒にいて楽しい人・冒険心がある子」コールは｢髪が長くてはっきり言える子｣とインタビューで回答。
- 2011年1月にディランは、カリフォルニアでアーティスト（アートデザインのたまご）達と一緒に展示会を開いた。
- 2011年1月27-30日にイギリスロンドンに渡り、コクラン劇場でマスターのワークショップを行った。このイベントは、有名人タレントアカデミースターライト子供財団主催である。

## 出演作品
役名はディラン、コールの順
- 1993年-1998年

グレース・アンダー・ファイア (原題: Grace Under Fire) - Patrick Kelly 役
※二人で一役
- 1999年

ビッグ・ダディ (原題: Big Daddy) - Julian 'Frankenstein' McGrath 役
※二人で一役
ノイズ (原題: The Astronaut's Wife) - 双子 役
- 2001年

フレンズ (原題: Friends) - Ben Geller 役
※コールのみ出演
The Nightmare Room: Scareful What You Wish For - Buddy役
※1回のみ
Diary of a Sex Addict - Sammy Jr. 役
- 2002年

変身パワーズ (原題: The Master of Disguise) - Young Pistachio Disguiey 役
エイト・クレイジー・ナイト (原題: Eight Crazy Nights) - K-BToys Soldier 役
ママがサンタにキスをした (原題: I Saw Mommy Kissing Santa Claus) - Justin Carver役
※二人で一役
- 2003年

ジャスト・フォー・キックスJust For Kicks - Dylan Martin 役、Cole Martin 役
アップルジャック (原題: Apple Jack) - Jack Pyne 役
※二人で一役
- 2004年

サラ、いつわりの祈り (原題: The Heart Is Deceitful Above All Things) - Jermiah 役
※二人で一役
- 2005年-2008年

スイート・ライフ (原題: The Suite Life of Zack and Cody) - Zack Martin 役、Cody Martin 役
- 2006年

ようこそティプトンへ 夢のプレミアナイト (原題: That's So Suite Life of Hannah Montana) - Zack Martin 役、Cody Martin 役
ラマだった王様 学校へ行こう! (原題: The Emperor's New School) - Zam 役、Zim 役
※ゲスト出演
新・王子と少年 (原題: A Modern Twain Story: The Prince and the Pauper) - Tom Canty 役、Eddie Tudor 役
- 2008年-2011年

スイート・ライフ オン・クルーズ (原題: The Suite Life on Deck) - Zack Martin 役、Cody Martin 役
- 2008年

スタジオDC: オールスター・ライブ (原題: Studio DC: Almost Live) - Zack Martin/本人 役、Cody Martin/本人 役